# 多瑙大彎
多瑙大彎（匈牙利語：Dunakanyar）是多瑙河在匈牙利國內的一個大型轉彎河段，靠近維謝格拉德。多瑙河在這裡由東西流向轉為南北流向。多瑙大彎是匈牙利最為著名的觀光景點之一。現在的多瑙大彎是由火山噴發而形成。